# Borderlands (серия игр)
Borderlands — серия компьютерных игр в жанре шутера от первого лица, разработанная Gearbox Software и изданная 2K Games. В серии было выпущено три основные игры, а также три ответвления. Для линейки характерен совмещённый с одиночным прохождением кооперативный режим, рассчитанный на четырёх человек. Также серия получила два спин-оффа в виде Tales from the Borderlands за авторством Telltale Games, представляющий собою графическую приключенческую игру, и стратегии Borderlands Legends для мобильных устройств за авторством 2K China. По состоянию на май 2019 года, серия продалась общим тиражом в более чем 43 миллиона копий. Наиболее успешной по продажам стала Borderlands 2, у которой было распространено 20 миллионов копий. В 2016 году на основе сюжета франшизы планировалось создание киноленты. Премьера фильма, основанного на серии игр состоялась в 2024 году.

## Игры серии

### Основная серия
- Borderlands (2009) — Windows, PlayStation 3, Xbox 360, PlayStation 4, Xbox One, Nintendo Switch.
- Borderlands 2 (2012) — Windows, macOS, Linux, PlayStation 3, Xbox 360, PlayStation 4, Xbox One, PlayStation Vita, Android[6], Nintendo Switch
- Borderlands: The Pre-Sequel! (2014) — Windows, macOS, Linux, PlayStation 3, Xbox 360, PlayStation 4, Xbox One, Nintendo Switch, Android[6]
- Borderlands 3 (2019) — Windows, macOS, PlayStation 4, Xbox One S, Stadia, PlayStation 5, Xbox Series X/S, Nintendo Switch.
- Borderlands 4 (2025)[7] — Windows, PlayStation 5, Xbox Series X/S

### Спин-оффы
- Borderlands Legends (2012) — iOS
- Tales from the Borderlands (2014—2015) — Windows, macOS, PlayStation 3, PlayStation 4, Xbox 360, Xbox One, iOS, Android
- Tiny Tina’s Wonderlands (2022) — Windows, macOS, PlayStation 4, PlayStation 5, Xbox One, Xbox Series X/S
- New Tales from the Borderlands (2022) — Windows, PlayStation 4, PlayStation 5, Xbox One, Xbox Series X/S, Nintendo Switch